# Macadamia
Macadamia is een geslacht uit de familie Proteaceae. The Plant List accepteert vijf soorten. Volgens de Flora of China bestaat het geslacht uit circa negen soorten die voorkomen in Australië en op Sulawesi.
Macadamia integrifolia en Macadamia tetraphylla worden op commerciële basis gekweekt voor de macadamianoten.

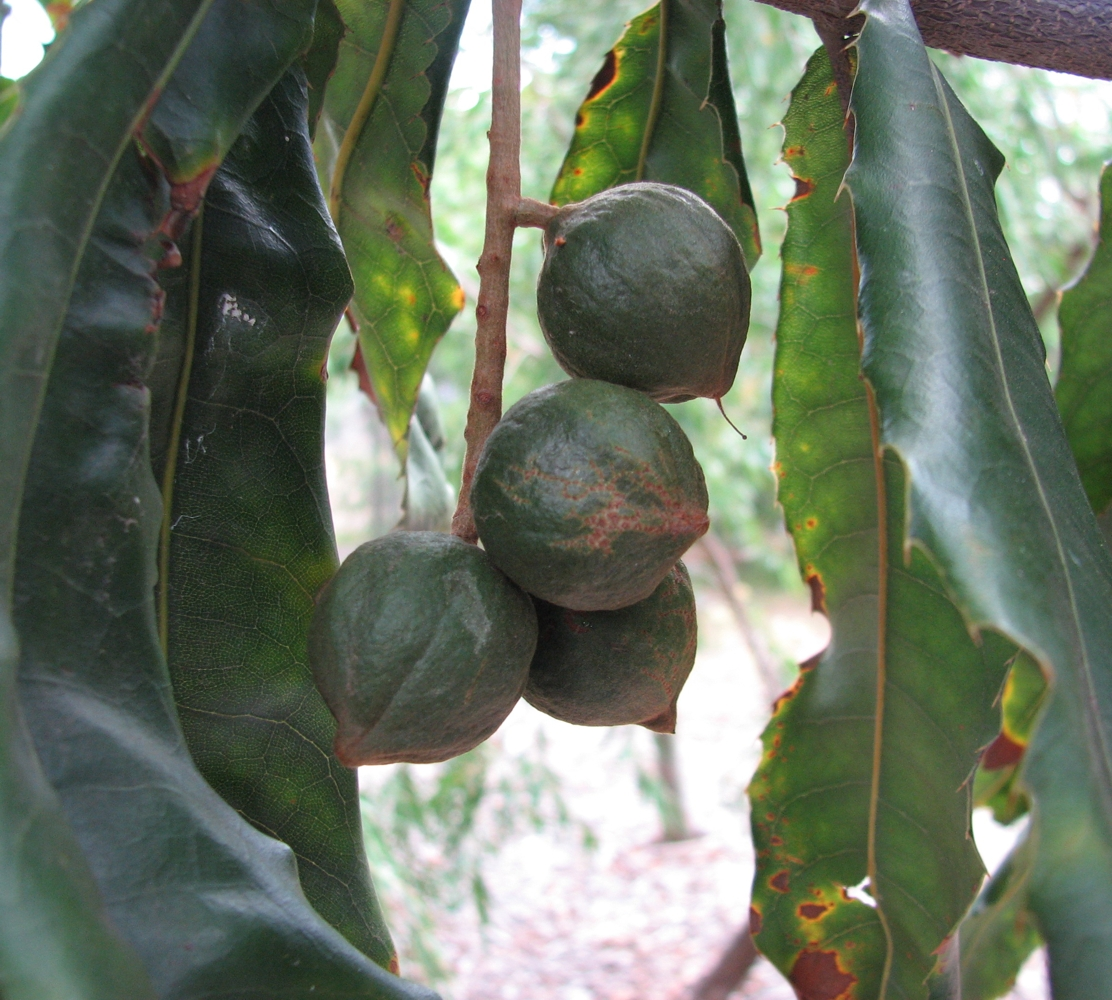
Macadamia tetraphylla